# Ł
Il simbolo Ł (minuscolo: ł) è una lettera che viene usata in alcune lingue slave, nella lingua navajo e, fino al 1995, nella lingua veneta dove venne sostituito, in una delle sue tante grafìe, con il simbolo Ƚ. Venne usato per la prima volta in testi polacchi del XV secolo (trattato di Jakub Parkoszowic).

## La Ł nelle lingue slave
Il simbolo fu introdotto in polacco alla fine del Quattrocento.  Viene oggi utilizzato in polacco, casciubiano, sorabo, e nella scrittura in alfabeto latino della lingua bielorussa (la cosiddetta Łacinka).
Nel polacco moderno, ⟨Ł⟩ rappresenta una consonante approssimante labiovelare sonora /w/ (la ⟨u⟩ dell'italiano uomo).

## La Ł in Veneto
Nello standard ortografico per la lingua veneta (GVIM-DECA) si utilizza la cosiddetta "L tagliata" (veneto: L tajà) per unificare alcune differenze di pronuncia esistenti tra le diverse varietà del veneto (ad esempio, nelle parole <góndoła> o <cavało>, che si pronunciano [ˈɡoŋdolʲa] e [kaˈvalʲo] in alcuni dialetti, e [ˈɡoŋdoe̯a] e [kaˈvae̯o] in altri). 
In pratica, in alcuni dialetti questo grafema <ł> può corrispondere, quando precede una "a" oppure una "o", ad una "e" pronunciata velocemente e che si porta immediatamente verso la vocale che precede. Dal punto di vista etimologico, la <ł> corrisponde ad una effettiva <l> in latino, da cui i dialetti veneti derivano, e per questo motivo è stata mantenuta anche per i casi in cui non rappresenta una consonante liquida, ma un'approssimante velare.

## Sui computer
| Character                   | Ł                                  | Ł                                  | ł                                | ł                                |
| Unicode name                | LATIN CAPITAL LETTER L WITH STROKE | LATIN CAPITAL LETTER L WITH STROKE | LATIN SMALL LETTER L WITH STROKE | LATIN SMALL LETTER L WITH STROKE |
| Character encoding          | decimal                            | hex                                | decimal                          | hex                              |
| Unicode                     | 321                                | 0141                               | 322                              | 0142                             |
| UTF-8                       | 197 129                            | 0xC5 0x81                          | 197 130                          | 0xC5 0x82                        |
| Numeric character reference | &#321;                             | &#x0141;                           | &#322;                           | &#x0142;                         |
| CP 852                      | 157                                | 9D                                 | 136                              | 88                               |
| CP 775                      | 173                                | AD                                 | 136                              | 88                               |
| Mazovia                     | 156                                | 9C                                 | 146                              | 92                               |
| Windows-1250, ISO-8859-2    | 163                                | A3                                 | 179                              | B3                               |
| Windows-1257, ISO-8859-13   | 217                                | D9                                 | 249                              | F9                               |
| Mac Central European        | 252                                | FC                                 | 184                              | B8                               |